# Страсбургский майор
«Страсбургский майор» (фр. Le Mayor de Strasbourg) — одноактный водевиль в стихах, написанный совместно Александром Дюма-отцом и Адольфом де Лёвеном в 1821 году, одно из самых первых произведений Дюма. Его герой — офицер-ветеран, участник наполеоновских войн.

## Создание и оценки
Пьеса была написана в 1821 году в Вилле-Котре 19-летним Александром Дюма (он жил тогда в этом городе) и его другом, 18-летним Адольфом де Лёвеном. Она не публиковалась и не ставилась на сцене. Несколько строк из неё Дюма привёл впоследствии в своих мемуарах, остальной текст, по-видимому, утрачен.
Биограф Дюма Андре Моруа пишет, что автор «был склонен» считать «Страсбургского майора» шедевром.